# Afar (dromadaire)
Pour les articles homonymes, voir Afar.
L'Afar est une race de dromadaire domestique originaire de la dépression de l'Afar en Éthiopie.

## Présentation
L'Afar est une race de dromadaire très commune dans la région d'Afar. Bien adapté au climat semi-désertique de la plaine côtière, il tire son nom non seulement de sa région d'origine mais aussi de la tribu qui l'élève : les Afars. On le trouve jusqu'au bord de la Mer Rouge, du sud-est de l'Erythrée, à Djibouti (où il est parfois nommé Issa) et jusqu'au nord-ouest de la Somalie,. Il est aussi cité sous le nom de Dankali ou Danakil, nom arabe donné aux Afars.

## Description
L'Afar est un dromadaire rustique, trapu et de petite taille. L'adulte fait en moyenne 176 cm au garrot pour un poids compris entre 350 et 455 kg. Son pelage est brun clair et souvent presque blanc. Son espérance de vie est comprise entre 14 et 29 ans.

## Élevage et production
L'Afar est élevé par le peuple pastoral des Afars, principalement pour son lait. La chamelle met bas son premier chamelon vers l'âge de 5.5 ans. Les chamelles sont traites deux à trois fois par jour (matin et soir) par deux hommes ; l'un retient le petit tandis que l'autre trait la mère. Une croyance interdit aux femmes de traire les chamelles ; la production serait plus réduite si c'était elles qui s'en chargeaient. Une chamelle fournit entre 2 et 12 litres par jour, pouvant atteindre 1 100 à 1 200 litres sur 12 mois,,. Un mâle est sélectionné pour la reproduction vers ses 3 ans. Les problèmes de santé les plus courants sont le parasitisme externe et la pneumonie. Posséder un grand nombre de chamelles est un signe de richesse.
Le lait de chamelle est la principale source nutritionnelle des Afars et est même un moyen de survie. Parmi les communautés de la région d'Afar, vendre le lait est tabou. Ce fait change petit à petit. Le surplus est vendu, permettant une entrée d'argent pour subvenir aux besoins de la famille.
En Éthiopie, la commercialisation du lait est peu structurée. La vente est souvent directe, au bord de route ou dans une ville proche. Le lait est proposé dans des récipients en plastique d'un litre ou deux, ce qui augmente le risque de contamination du liquide et le gaspillage. Un recensement du bétail de 2010 estime la population des dromadaires Afar à un peu plus de 320 000 têtes.
Une minorité d'Afars sont des mineurs de sel. Les dromadaires sont alors utilisés comme animaux de bâts pour le transport du sel du lac Karoum, en plein cœur du désert Danakil,.

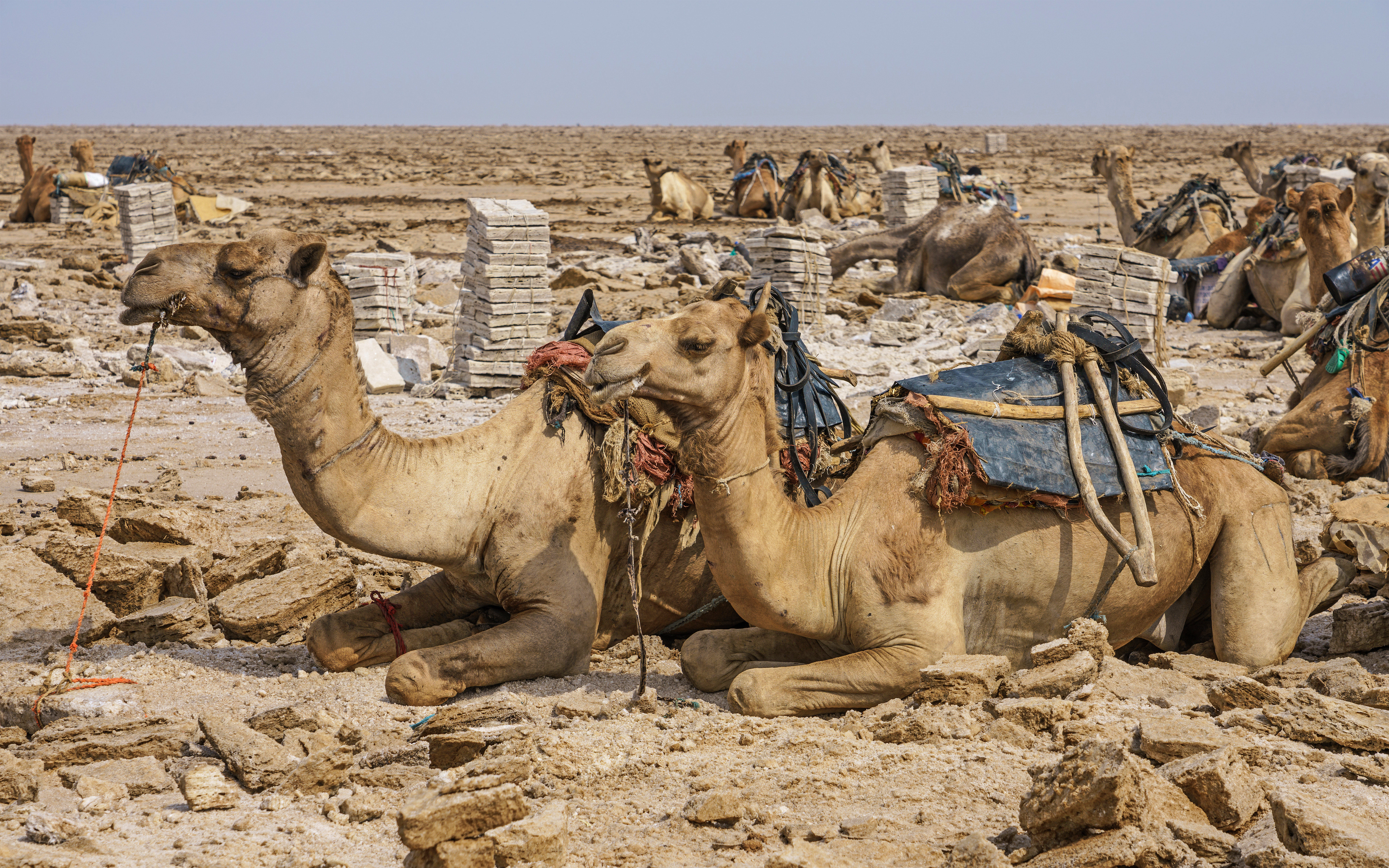
Dromadaires attendant d'être chargés au lac Karoum.
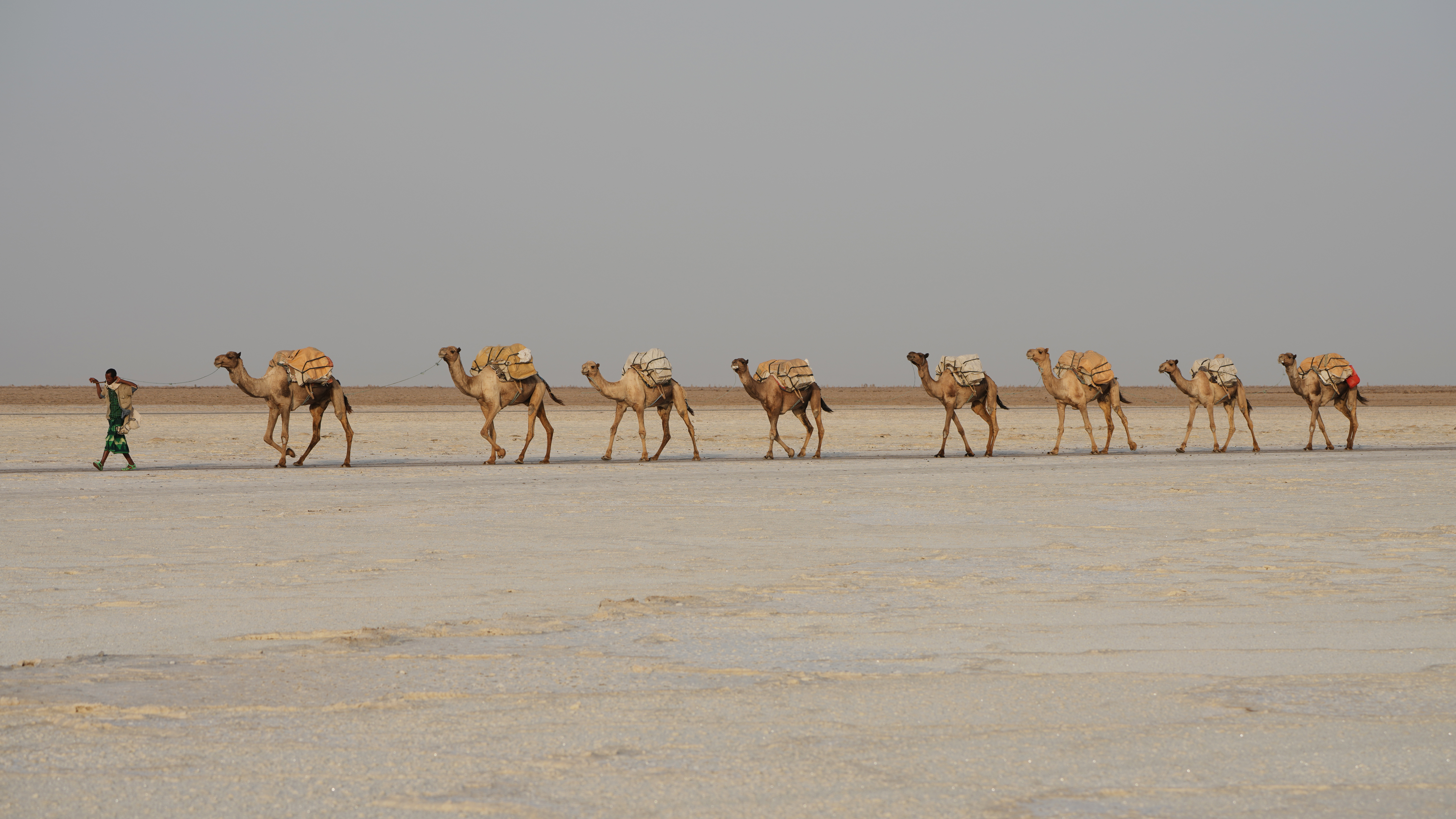
Caravane de sel au lac Karoum.